# Temelucha disjuncta
Temelucha disjuncta är en stekelart som beskrevs av Dasch 1979. Temelucha disjuncta ingår i släktet Temelucha och familjen brokparasitsteklar. Inga underarter finns listade i Catalogue of Life.